# 双柏薹草
双柏薹草（学名：Carex shuangbaiensis）为莎草科薹草属的植物。分布于中国大陆的云南等地，生长于海拔2,000米的地区，多生于林下，目前尚未由人工引种栽培。